# Dragóner Attila
Dragóner Attila (Budapest, 1974. november 15. –) magyar labdarúgó. Jelenleg a Zalaegerszegi TE sportigazgatója.

## Pályafutása

### Klubcsapatban
Korábban kétszer is volt a Fradi játékosa, ebből a második volt a sikeresebb: hiszen két bajnoki címet és két kupagyőzelmet is szerzett. Az egyik leggólerősebb magyar védő, volt olyan meccs, amikor csapatunkban fejjel duplázott. 2004-ben Portugáliába szerződött, ahol rövid idő után bekerült a bajnokság válogatottjába portugál és brazil sztárok társaságában.
2006 nyarán visszatért az Üllői útra, és ezt élete egyik legszebb pillanatának nevezte. Gyorsan bebizonyította, hogy nagy tartást adhat az együttesnek, hiszen az FTC első NB II-es meccsén egyértelműen a mezőny legjobbja volt, a későbbiekben is folyamatosan a legjobbak közé tartozott, két fejesgólt is szerzett. Öt évig meghatározó szereplője volt a zöld-fehér klubnak, ahonnét 2011-ben vonult vissza, utolsó mérkőzésén gólt szerzett. 

### A válogatottban
1996 és 2005 között 28 alkalommal szerepelt a válogatottban. Tagja volt az 1996-os atlantai olimpián részt vevő együttesnek.

## Sikerei, díjai

### Klubcsapatokkal
- BVSC:
  - Magyar kupa-döntős: 1997

- Ferencváros:
  - Magyar bajnok: 2001,  2004
  - Magyar bajnoki ezüstérmes:  1997–98,2001–02, 2002–03
  - Magyar bajnoki bronzérmes: 2011
  - Magyarkupa-győztes: 2003, 2004
  - Magyar szuperkupa-győztes: 2004
  - Magyar másodosztály bajnok: 2009
  - Magyar másodosztály ezüstérmes: 2007
  - Magyar másodosztály bronzérmes: 2008

- Vitória de Guimarães:
  - UEFA-kupa csoportkör: 2005-2006

### Válogatottal
- Magyarország:
  - Olimpia-csoportkörös: 1996

## Statisztika

### Mérkőzései a válogatottban
| Magyarország | Magyarország         | Magyarország                    | Magyarország  | Magyarország | Magyarország            | Magyarország       | Magyarország | Magyarország |
| #            | Dátum                | Helyszín                        | Hazai         | Eredmény     | Vendég                  | Kiírás             | Gólok        | Esemény      |
| ------------ | -------------------- | ------------------------------- | ------------- | ------------ | ----------------------- | ------------------ | ------------ | ------------ |
|              | 1996. július 21.     | Orlando, Citrus Bowl (USA)      | Nigéria       | 1 – 0        | Magyarország            | olimpiai D csoport | -            | 75'          |
|              | 1996. július 23.     | Miami, Orange Bowl (USA)        | Brazília      | 3 – 1        | Magyarország            | olimpiai D csoport | -            | 46'          |
| 1.           | 1996. augusztus 14.  | Siófok                          | Magyarország  | 3 – 1        | Egyesült Arab Emírségek | barátságos         | -            | 79'          |
| 2.           | 1997. június 8.      | Budapest, Népstadion            | Magyarország  | 1 – 1        | Norvégia                | vb-selejtező       | -            | 86'          |
| 3.           | 1997. augusztus 6.   | Siófok                          | Magyarország  | 3 – 0        | Málta                   | barátságos         | -            |              |
| 4.           | 1997. augusztus 20.  | Budapest, Népstadion            | Magyarország  | 1 – 1        | Svájc                   | vb-selejtező       | -            | 46'          |
| 5.           | 1997. szeptember 6.  | Varsó                           | Lengyelország | 1 – 0        | Magyarország            | barátságos         | -            | 46'          |
| 6.           | 1999. október 9.     | Lisszabon, Estádio da Luz       | Portugália    | 3 – 0        | Magyarország            | Eb-selejtező       | -            |              |
| 7.           | 2000. február 23.    | Budapest, Üllői úti Stadion     | Magyarország  | 0 – 3        | Ausztrália              | barátságos         | -            | 71'          |
| 8.           | 2000. május 31.      | Győr, Rába ETO Stadion          | Magyarország  | 2 – 2        | Szaúd-Arábia            | barátságos         | -            |              |
| 9.           | 2000. június 3.      | Budapest, Fáy utcai Stadion     | Magyarország  | 2 – 1        | Izrael                  | barátságos         | -            |              |
| 10.          | 2001. március 7.     | Ammán                           | Jordánia      | 1 – 1        | Magyarország            | barátságos         | -            |              |
| 11.          | 2002. május 8.       | Pécs                            | Magyarország  | 0 – 2        | Horvátország            | barátságos         | -            |              |
| 12.          | 2002. augusztus 21.  | Budapest, Puskás Ferenc Stadion | Magyarország  | 1 – 1        | Spanyolország           | barátságos         | -            |              |
| 13.          | 2002. szeptember 7.  | Reykjavík                       | Izland        | 0 – 2        | Magyarország            | barátságos         | -            |              |
| 14.          | 2002. október 12.    | Stockholm, Råsunda Stadion      | Svédország    | 1 – 1        | Magyarország            | Eb-selejtező       | -            |              |
| 15.          | 2002. október 16.    | Budapest, Megyeri úti Stadion   | Magyarország  | 3 – 0        | San Marino              | Eb-selejtező       | -            |              |
| 16.          | 2003. február 12.    | Lárnaka (CYP)                   | Bulgária      | 1 – 0        | Magyarország            | barátságos         | -            |              |
| 17.          | 2003. március 29.    | Chorzów                         | Lengyelország | 0 – 0        | Magyarország            | Eb-selejtező       | -            |              |
| 18.          | 2003. április 2.     | Budapest, Puskás Ferenc Stadion | Magyarország  | 1 – 2        | Svédország              | Eb-selejtező       | -            |              |
| 19.          | 2003. április 30.    | Budapest, Megyeri úti Stadion   | Magyarország  | 5 – 1        | Luxemburg               | barátságos         | -            | 49'          |
| 20.          | 2003. június 7.      | Budapest, Puskás Ferenc Stadion | Magyarország  | 3 – 1        | Lettország              | Eb-selejtező       | -            | 39'          |
| 21.          | 2003. június 11.     | Serravalle                      | San Marino    | 0 – 5        | Magyarország            | Eb-selejtező       | -            |              |
| 22.          | 2003. augusztus 20.  | Muraszombat                     | Szlovénia     | 2 – 1        | Magyarország            | barátságos         | -            |              |
| 23.          | 2003. szeptember 10. | Riga, Skonto stadion            | Lettország    | 3 – 1        | Magyarország            | Eb-selejtező       | -            |              |
| 24.          | 2003. október 11.    | Budapest, Puskás Ferenc Stadion | Magyarország  | 1 – 2        | Lengyelország           | Eb-selejtező       | -            |              |
| 25.          | 2003. november 19.   | Budapest, Üllői úti Stadion     | Magyarország  | 0 – 1        | Észtország              | barátságos         | -            |              |
| 26.          | 2004. február 18.    | Páfosz (CYP)                    | Magyarország  | 2 – 0        | Örményország            | barátságos         | -            |              |
| 27.          | 2004. február 21.    | Nicosia (CYP)                   | Magyarország  | 0 – 3        | Románia                 | barátságos         | -            | 64'          |
| 28.          | 2005. február 9.     | Cardiff, Millenium-stadion      | Wales         | 2 – 0        | Magyarország            | barátságos         | -            | 56'          |
|              | Összesen             |                                 |               | 28           | mérkőzés                |                    | 0            | gól          |